# Björn Kjellman
John Björn Sture Kjellman, noto come Björn Kjellman (Östra Grevie, 4 giugno 1963), è un attore e cantante svedese.

## Biografia
Björn Kjellman è nato a Östra Grevie ma è cresciuto tra Trelleborg e Vellinge. Tra il 1983 e il 1987 ha studiato all'Accademia di teatro di Malmö, assieme a Rikard Wolff e Gerhard Hoberstorfer. Ha debuttato sul palcoscenico nel 1986 al Teatro Cittadino di Stoccolma nella commedia Affären Danton, interpretando poi diversi ruoli da protagonista in famosi film come Adam & Eva, Breaking Out e Klassfesten.
Nel 1996, ha vinto il premio come miglior artista musicale maschile per la sua interpretazione nella commedia Little Shop of Horrors. Appassionato del Melodifestivalen' e dell'Eurovision Song Contest, tanto che all'edizione del 2006 del Melodifestivalen si è esibito lui stesso con la ballata "Älskar du livet" arrivando in nona posizione.
Dal 2004 al 2006, ha interpretato Charlotte von Mahlsdorf nella commedia I Am My Own Wife, mentre dal 2007 al 2008 ha preso parte al cast di Don Juan in Soho; entrambe le produzioni sono state messe in scena al Teatro Cittadino di Stoccolma.

## Vita privata
Kjellman è sposato con Kajsa Aronsson. La coppia ha tre figli.

## Filmografia

### Cinema
- Bröderna Mozart, regia di Suzanne Osten (1986)
- Hip hip hurra!, regia di Kjell Grede (1987)
- Råttornas vinter, regia di Thomas Hellberg (1988)
- Skyddsängeln, regia di Suzanne Osten (1990)
- T. Sventon och fallet Isabella, regia di Torbjörn Ehrnvall (1991)
- Riktiga män bär alltid slips, regia di Jonas Cornell (1991)
- Joker, regia di Sune Lund-Sørensen (1991)
- Con le migliori intenzioni (Den goda viljan), regia di Bille August (1992)
- Svart Lucia, regia di Rumle Hammerich (1992)
- Blod & persikor, regia di Susanna Edwards (1993)
- Bara du & jag, regia di Suzanne Osten (1994)
- Passioni proibite (Lust och fägring stor), regia di Bo Widerberg (1995)
- Hundarna i Riga, regia di Per Berglund (1995)
- Adam & Eva, regia di Måns Herngren e Hannes Holm (1997)
- Zingo, regia di Christjan Wegner (1998)
- Breaking Out (Vägen ut), regia di Daniel Lind Lagerlöf (1999)
- 10:10, regia di Daniel Alfredson - cortometraggio (2000)
- Hundhotellet, regia di Per Åhlin (2000)
- Pelle Svanslös och den stora skattjakten, regia di Mikael Ekman (2000)
- Livet är en schlager, regia di Susanne Bier (2000)
- As White as in Snow (Så vit som en snö), regia di Jan Troell (2001)
- Klassfesten, regia di Måns Herngren e Hannes Holm (2002)
- Se til venstre, der er en svensker, regia di Natasha Arthy (2003)
- Effetti pericolosi (Hip Hip Hora!), regia di Teresa Fabik (2004)
- Populärmusik från Vittula, regia di Reza Bagher (2004)
- Pälsen, regia di Björne Larson - cortometraggio (2008)
- Oskar, Oskar, regia di Mats Arehn (2009)
- Himlen är oskyldigt blå, regia di Hannes Holm (2010)
- Fyra år till, regia di Tova Magnusson (2010)
- Lill-raggarn, regia di Melker Sundén - cortometraggio (2011)
- Kyss mig, regia di Alexandra-Therese Keining (2011)
- Försvunnen, regia di Mattias Olsson e Henrik JP Åkesson (2011)
- Melker, regia di Christian Ryltenius e Melker Sundén - cortometraggio (2011)
- Il testamento di Nobel (Nobels Testamente), regia di Peter Flinth (2012)
- I dodici sospetti (Prime Time), regia di Agneta Fagerström-Olsson (2012)
- Studio Sex (Studio Sex), regia di Agneta Fagerström-Olsson (2012)
- Il lupo rosso (Den röda vargen), regia di Agneta Fagerström-Olsson (2012)
- Finché morte non ci separi (Livstid), regia di Ulf Kvensler (2012)
- Freddo sud (En plats i solen), regia di Peter Flinth (2012)
- Obce niebo, regia di Dariusz Gajewski (2015)
- Sverige er fantastisk, regia di Jessica Nilsson (2015)
- Tordenskjold & Kold, regia di Henrik Ruben Genz (2016)
- I Love You (Jag älskar dig - En skilsmässokomedi), regia di Johan Brisinger (2016)
- Børning 3, regia di Hallvard Bræin (2019)

### Televisione
- Jane Horney - serie TV, 5 episodi (1985)
- Råttornas vinter, regia di Richard Hobert - film TV (1988)
- Luigis paradis, regia di Pelle Seth - film TV (1991)
- Fasadklättraren - miniserie TV, 3 episodi (1991)
- Den goda viljan - miniserie TV, 3 episodi (1991)
- En komikers uppväxt - miniserie TV, 3 episodi (1992)
- Chefen fru Ingeborg - miniserie TV, 4 episodi (1993)
- Frihetens skugga - miniserie TV, 4 episodi (1994)
- Chefen fru Ingeborg - miniserie TV, episodio 1x04 (1995)
- Pelle Svanslös - serie TV, 24 episodi (1997)
- Skärgårdsdoktorn - serie TV, episodio 2x03 (1998)
- Dolly & Dolly, regia di Dan Zethraeus - film TV (1998)
- Världarnas bok - serie TV, episodio 1x06 (2006)
- Morden - serie TV, 4 episodi (2009)
- Torka aldrig tårar utan handskar - miniserie TV, 3 episodi (2012)
- Livet I Bokstavslandet - serie TV, 33 episodi (2013-2015)
- SNN News - serie TV, episodio 2x04 (2014)
- 30° i februari - serie TV, 9 episodi (2016)
- Delhis vackraste händer - serie TV, 3 episodi (2017)
- Il caso (Fallet) - serie TV, 4 episodi (2017)
- Heder - serie TV, 8 episodi (2019)
- Love & Anarchy (Kärlek & Anarki) - serie TV, 16 episodi (2020-presente)

## Riconoscimenti
- Guldbagge
  - 1998 - Candidatura a miglior attore per Adam & Eva
  - 2000 - Miglior attore per Vägen ut